# 토냐 하딩
토냐 맥신 하딩(Tonya Maxene Harding, 1970년 11월 12일 ~ )은 미국의 피겨 스케이팅 제명된 선수이다.
1991년에, 그녀는 전미국 피겨 스케이팅 선수권 대회에서 우승했고 세계 선수권 대회에서 은메달을 획득했다. 그녀는 또한 낸시 케리건과의 갈등이 청부폭력으로 이어졌는데 이는 전남편 친구의 주도로 행해진 것으로 밝혀졌다.

## 생애
하딩은 오리건주 포틀랜드에서 태어났다. 그녀는 3세 때 스케이트를 배우기 시작했다. 그녀는 12세 때 그녀의 생애 첫 번째 트리플 러츠 착지에 성공했다. 그녀의 어머니는 폭력적이었으며 자주 토냐를 때렸다고 한다.

## 낸시 캐리건 사건
사건 당일 낸시 케리건은 동계올림픽의 출전권이 걸린 중요한 대회를 앞두고 훈련을 마친 뒤 대기실로 가던 중 괴한으로부터 습격을 당해 무릎을 다쳐 선수생활에 큰 위기를 맞게 됐다.
일주일 후 범행을 일으킨 범인들이 잡혔는데, 조사 결과 이들은 토냐 하딩이 큰 돈을 주면서 낸시 캐리건에게 부상을 입히라고 명했다
고 진술했다.